# Natrix helvetica
Natrix helvetica – gatunek niejadowitego węża z rodziny połozowatych (Colubridae), w przeszłości lokowany w obrębie gatunku Natrix natrix (zaskroniec zwyczajny). W 2017 roku zespół naukowców opublikował wyniki badań genetycznych, na podstawie których zaproponował wydzielenie dawnego podgatunku N. natrix helvetica jako odrębnego gatunku. Autorzy włączyli do niego również cztery inne podgatunki dawniej klasyfikowane wewnątrz N. natrix (N. h. cetti, N. h. corsa, N. h. lanzai i N. h. sicula). Praca została opublikowana 7 sierpnia 2017 na łamach „Scientific Reports”. Węże z wyróżnionego gatunku różnią się od zaskrońców zwyczajnych szarym ubarwieniem i nie mają charakterystycznego jasnożółtego kołnierza. Zaskrońce są oliwkowo-zielone. Zwierzęta te występują w krajach zachodniej Europy – w południowej części Anglii, w Szwajcarii, w północnych Włoszech, we Francji i w zachodnich Niemczech (Hesja). Mogą się one krzyżować z zaskrońcami zwyczajnymi, jednak strefa hybrydyzacji jest stosunkowo wąska, a przepływ genów pomiędzy tymi dwoma taksonami – niewielki. Poza nimi opisano jednak także mieszańce N. helvetica z przedstawicielami linii N. natrix persa/cypriaca introdukowanymi w Szwajcarii, poza naturalnymi strefami kontaktu z innymi taksonami zaskrońców. Węże N. helvetica zasiedlają tereny położone w pobliżu zbiorników i cieków wodnych, a żywią się głównie drobnymi płazami, takimi jak żaby i traszki.